# Nie będziemy tacy ...
Nie będziemy tacy … – album muzyczny zespołu Kastracja wydany w 2004 r. przez wytwórnię Jimmy Jazz Records. Muzyka tworzona przez zespół i prezentowana w ramach tego albumu zaliczana jest do gatunku punk rock, w szczególności street punk/oi!. Było to czwarty album muzyczny w historii kapeli.

## Historia
Zespół Kastracja działał w latach 1991-1996. W tym okresie wydał kilka albumów muzycznych zamieszczonych na kasetach magnetofonowych. Ostatni z tego okresu nosił tytuł „Mijający Czas”, a wydany został w 1995 r.. Po okresie zawieszenia działalności zespołu jego reaktywacja nastąpiła w 2002 r., a jej efektem było wydanie w 2004 r. albumu „Nie będziemy tacy …”. Był to pierwsze wydawnictwo tego zespołu zawarte na płycie kompaktowej. Później powstał jeszcze album „Jak Ci minął dzień?”, udostępniony w 2016 r., w serwisie Bandcamp.

## Album
Album muzyczny „Nie będziemy tacy …” wydany został w 2004 r. Wydawcą była firma Jimmy Jazz Records. Jako nośnik danych zastosowano jedną płytę kompaktową. Umieszczona ona została w standardowym opakowaniu typu „Jewel Case”. Album w ramach katalogu wydawcy ma identyfikator JAZZ 069 (kod EAN: 5905674940698). Zawiera 18 utworów. Czas trwania nagrań wynosi 38 minut i 28 sekund. Oprócz tego na nośniku danych zapisano plik wideo z teledyskiem.

## Muzyka, odbiór i opinie
Muzyka jaką tworzy zespół Kastracja zaliczana jest do gatunku muzycznego punk rock. Dotyczy to oczywiście także dokonań zaprezentowanych w ramach albumu „Nie będziemy tacy …”. To co jednak odróżnia tę realizację od wcześniejszych nagrań, to wyraźna zmiana stylu i jego przesunięcie w kierunku nurtu street punk / oi!. W albumie prezentowane są bowiem tylko pojedyncze kompozycje w starym stylu punk rocka połowy lat 90. XX wieku, które jak wyjaśniają artyści są utworami niegdyś zgranymi ale nieopublikowanymi i stąd, także z pewnego sentymentu, zamieszczonymi w tym albumie. Tu można dostrzec wplecione w punkowe rytmy motywy reagge. Pozostałe zaś utwory to już kompozycje o wyraźnie nowym brzmieniu street punk / oi!. Muzyka o tego momentu ma bowiem, jak to określają recenzenci, więcej kopa. Są to melodyjne i pełne energii utwory o przebojowym charakterze. A teksty utworów są zarówno na serio jak i z przymrużeniem oka.
Taka dwoistość stylistyczna wręcz uniemożliwiała ówcześnie jednoznaczne „zaszufladkowanie” kapeli do konkretnego stylu w ramach punk rocka. Mimo to – według jednego z recenzentów – twórczość zespołu w obu stylach wypada całkiem przekonywująco, na przekór nieodpartemu wrażeniu z tego wynikającego, pewnego braku spójności. Pod tym kątem autor tej recenzji sugeruje konieczność podjęcia bardziej jednoznacznej decyzji, w którą stronę artyści chcą pójść, jeśli zamierzają wykorzystać i rozwijać niewątpliwy potencjał kapeli.
Jako jeden z wyróżniających się utworów wymienia się kompozycję zatytułowaną „Uciekająca wolność”. Była to bowiem piosenka, dzięki której zespół został zakwalifikowany do festiwalu w Jarocinie z 1994 r..

## Muzycy o swojej twórczości
Muzycy sami przyznają w kontekście zmienionej twórczości prezentowanej w albumie, że na ten czas gdy powrócili na scenę, to street punk / oi! był dla nich tym, co warto było słuchać i co ich inspirowało. Tym bardziej, że ówczesny pewien renesans tej części sceny, wnosił zastrzyk siły, dumy i optymizmu, bez którego punk w Polsce, tak jak w innych krajach, byłby wówczas w głębokim kryzysie. Zmiana kierunku w twórczości miała swoje odbicie także tekstach i w płynących z nich przekazach. Czysto street punkowo nowe utwory w tej warstwie znacznie odbiegały o wcześniejszej twórczości. To już był nie bunt, bo to przeciwko czemu wcześniej się buntowano minęło, lecz muzyka do odreagowania i zabawy. Pojedyncze zaś zaangażowane teksty z nowego okresu działalności to utwory dawne, których wcześniej nie udało się zespołowi nagrać, a ich nowa odsłona wynika – jak twierdzą muzycy – bardziej z sentymentu niż rzeczywistego przesłania. Podkreślają także, że ich działania w zespole to łączenie przyjemnego z pożytecznym. Jest w tym zabawa, jest oderwanie się od codzienności i jest determinacja do tworzenia, nagrywania oraz dłuższego zaistnienia na scenie.

## Utwory
| lp.        | tytuł                 | czas (minuty:sekundy) |
| ---------- | --------------------- | --------------------- |
| 1          | Urzędy                | 1:54                  |
| 2          | Nie Będziemy          | 2:13                  |
| 3          | Teraz Niebo           | 2:24                  |
| 4          | To Oni                | 2:09                  |
| 5          | Miliardy              | 2:26                  |
| 6          | Someone'S Die Tonight | 2:03                  |
| 7          | Mój Fiat              | 2:39                  |
| 8          | Nie Zabijaj           | 2:01                  |
| 9          | Fucking Life          | 1:35                  |
| 10         | Bez Ostrzeżenia       | 2:29                  |
| 11         | Michał                | 2:42                  |
| 12         | Kolejne Ofiary        | 1:27                  |
| 13         | Za Pieniądze          | 2:18                  |
| 14         | Irak                  | 1:36                  |
| 15         | Watch Your Back       | 1:46                  |
| 16         | Dlaczego?             | 2:25                  |
| 17         | AIDS                  | 1:43                  |
| 18         | Instrumentalny        | 2:29                  |
| plik video | Mój Fiat              | 2:57                  |

## Teledysk
Zespół nagrał teledysk do utworu „Mój Fiat”. Czas trwania wideoklipu wynosi 2 minuty i 57 sekund. Wymieniony utwór pochodzi z tego albumu. Wydawca na swoim oficjalnym profilu prowadzonym w ramach serwisu internetowego Youtube prezentuje przedmiotowy klip. Teledysk był także zamieszczony jako bonus na płycie kompaktowej z niniejszym albumem.

## Covery
Pośród utworów zawartych w albumie można znaleźć także utwory innych wykonawców w interpretacji grupy Kastracja. Są to następujące covery:
- „Someone's Gonna Die Tonight” – Blitz
- „Watch Your Back” – Cock Sparrer[6][8].